# Símbols de Xodos
L'escut i la bandera de Xodos són els símbols representatius de Xodos, municipi del País Valencià a la comarca de l'Alcalatén.

## Escut heràldic
L'escut oficial de Xodos té el següent blasonament:
| « | Escut quadrilong de punta redona. En camper de gules, una torre d'or, maçonada de sable i aclarida de gules; en orla, una cadena d'or. Al timbre, una corona reial oberta. | » |

## Bandera de Xodos
La bandera oficial de Xodos té la següent descripció:
| « | Bandera de proporcions 2:3. De roig, una torre d'or, maçonada de negre i aclarida de roig; en orla una cadena d'or. | » |

## Història
L'escut va ser aprovat per Resolució de 6 de febrer de 1995, del conseller d'Administració Pública, publicada en el DOGV núm. 2.454, de 21 de febrer de 1995.
La torre al·ludeix a la torre mestra de l'antic castell medieval, edifici representatiu de Xodos; la cadena és un senyal tradicional, usat des d'antic per la corporació municipal.

Segell amb les cadenes, AHN.

A l'Arxiu Històric Nacional es conserven tres segells en tinta: un de l'Alcaldia, de 1867, amb les armories d'Espanya; un segon del Jutjat de Pau de 1869, amb una balança i una espasa; i el tercer de l'Ajuntament, anterior, on hi apareixen les cadenes.
La bandera es va aprovar per Resolució de 6 de febrer de 1995, del conseller d'Administració Pública, publicada en el DOGV núm. 2.454, de 21 de febrer de 1995.